# Polacker
Ein Polacker (italienisch polacca) war ein im Mittelmeer heimisches, dreimastiges Segelschiff mittlerer Größe, gebräuchlich vom 16. bis zum 19. Jahrhundert.

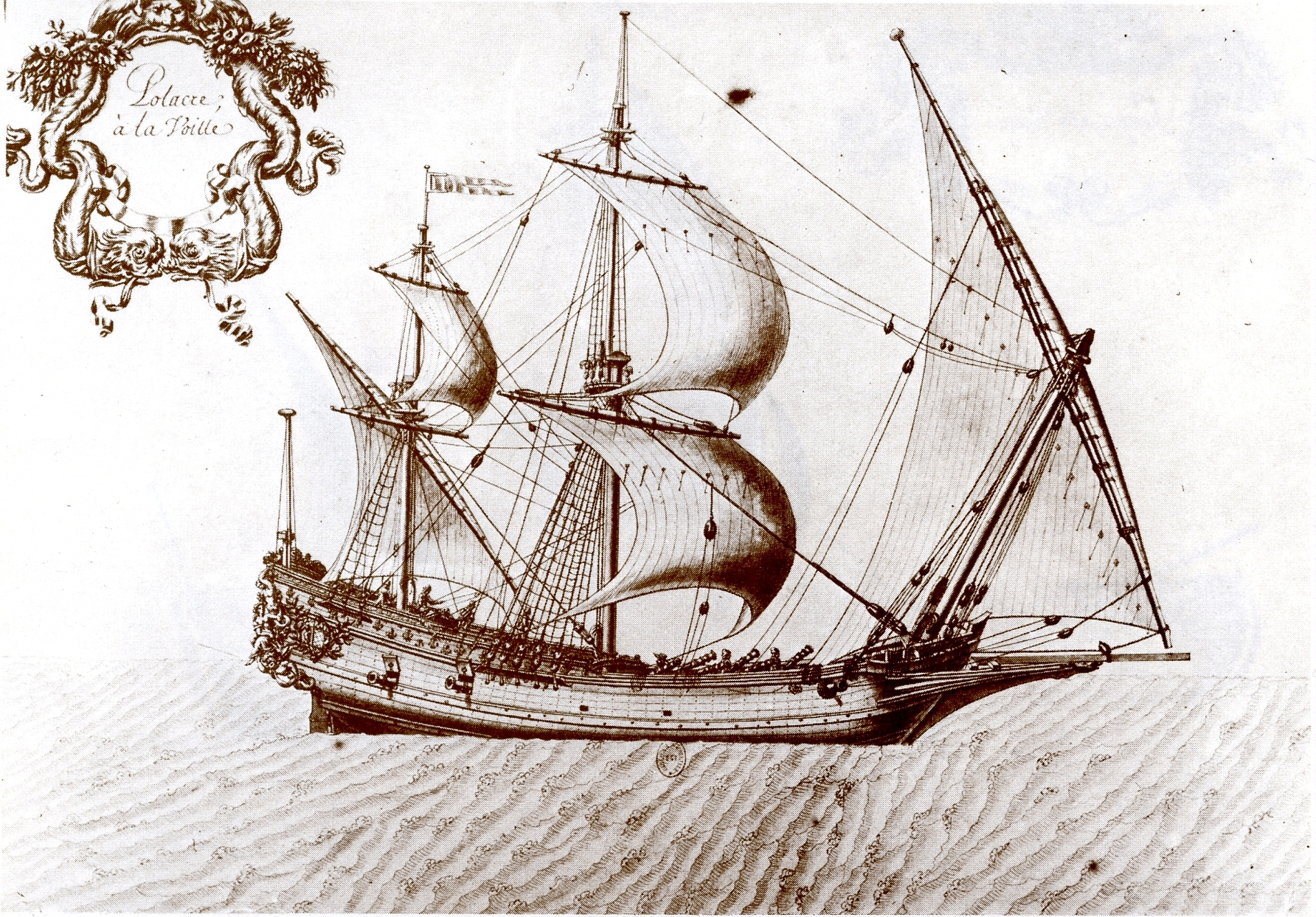

Die Besegelung bestand ursprünglich aus einem großen Lateinsegel am Fockmast, bis zu drei Rahsegeln am Großmast und ein kleineres Lateinsegel mit einem Rahsegel darüber am Besanmast. Neben dieser auffälligen Konstellation der Segel gehörte zu den Besonderheiten dieses Schiffstyps, dass alle Masten als Pfahlmasten ausgelegt waren, so dass die Rahen auf ganzer Länge der Masten gefiert werden konnten. Segelschiffe, die mit herkömmlicher Besegelung an Pfahlmasten ausgestattet wurden, erhielten den Vorsatz „Polacker“ zu ihrer Standard-Bezeichnung, z. B. „Polackerbrigg“. In neuerer Zeit wurden durchgehende Masten aus Metall auch als „Polackamasten“ bezeichnet.
Die Idee eines Riggs mit Schratsegeln an Fock- und Besanmast und Rahsegeln am Großmast fand in der „Pelican of London“, einem britischen Segelschulschiff von 2007, erneut Anwendung.